# 牧定忠
牧 定忠（まき さだのり、1907年6月11日 - 2001年5月15日）は、日本の音楽評論家。名古屋芸術大学学長・名誉教授。名古屋フィルハーモニー交響楽団初代理事長。旧姓、山田。

## 経歴
大分県に生まれる。1925年、福岡県立中学修猷館から静岡高等学校 (旧制)文乙を経て、1933年、東京帝国大学文学部美学美術史学科卒業。
パリ・ソルボンヌ大学音楽史学科に学び、NHK編成局文芸部音楽資料課長、同芸能局音楽部長、同ヨーロッパ総局長、同大阪中央放送局次長、同審議室審議委員を経て、名古屋放送取締役に就任。
1973年4月、名古屋芸術大学学長に就任。